# Stazione di Iwate-Iioka
La stazione di Iwate-Iioka (岩手飯岡駅?, Iwate-Iioka-eki) è una stazione ferroviaria situata nella città di Morioka, nella prefettura di Iwate, ed è servita dalla linea principale Tōhoku della JR East.

## Linee ferroviarie
East Japan Railway Company
■ Linea principale Tōhoku

## Struttura
La fermata è costituita da due marciapiedi laterali collegati da sovrappassaggio con due binari passanti. Si trova sotto il viadotto del Tōhoku Shinkansen.
| 1 | ■ Linea principale Tōhoku | per Kitakami e Ichinoseki |
| 2 | ■ Linea principale Tōhoku | per Morioka               |

## Stazioni adiacenti
| «                                          | Servizio                | »                       |
| Linea principale Tōhoku                    | Linea principale Tōhoku | Linea principale Tōhoku |
| ------------------------------------------ | ----------------------- | ----------------------- |
| Yahaba                                     | Locale                  | Senbokuchō              |
| I rapidi "Aterui" e "Hamayuri" non fermano |                         |                         |